# Majorat-Zaródcze
Majorat-Zaródcze, dawniej Radowąż – kolonia wsi Łukowiec w Polsce, położona w województwie świętokrzyskim, w powiecie sandomierskim, w gminie Koprzywnica.
W latach 1975–1998 kolonia położona była w województwie tarnobrzeskim.
W administracji kościelnej rzymskokatolickiej kolonia położona w archidiecezji lubelskiej, w diecezji sandomierskiej, w dekanacie koprzywnickim, w parafii pw. św. Floriana.

## Historia
Majorat-Zaródcze – dawniej Radowąż a także Radoband (obecnie część wsi Łukowiec).Pierwsza poświadczona źródłowo wzmianka o tej wsi pochodzi z roku 1166. W źródłach historycznych wieś ta występowała pod nazwą: Radoband, Radobansz i Radobaz. 
W połowie XII wieku Radowąż był osadą kościelną (własność biskupów krakowskich). Dokument z 1167 r. wspomina osadę leśną, którą Kapituła Krakowska wymieniła na inną z księżną Marią (żoną Bolesława IV Kędzierzawego). Wieś Łojowice w parafii Miechocin (patrz Majorat-Zaródcze, [w:] Słownik geograficzny Królestwa Polskiego, t. XV, cz. 2: Januszpol – Wola Justowska, Warszawa 1902, s. 270.).

W latach 1338–1342 dziedzicami części wsi byli: Kiełcz z Radowąża  i Paszko Bogoria. Przedstawiciele tych rodów posiadali także pobliską Cieszycą, Świężycami i Żórawicą oraz Miechocinem i Kaimowem po drugiej stronie Wisły. W 1342 r. przed sądem ziemskim sandomierskim dziedzice Radowąża toczyli spór z opatem koprzywnickim Wilhelmem o groblę (inne źródła – o młyn) na rzece Dobrzechowy.
W XV wieku część wsi należała do szlachetnych Domarata Kobylańskiego herbu Grzymała i Jakuba Domarata-Grzymały, były tu łany kmiece, karczma i zagrodnicy; z folwarku rycerskiego płacono dziesięcinę plebanowi w Miechocinie.
W połowie XVII wieku Radowążem władała magnacka rodzina Tarnowskich (Stanisław) z Dzikowa k. Tarnobrzega. Na podstawie darowizny Jana Stanisława Amora Tarnowskiego (rotmistrza królewskiego) i jego żony Zofii z Firlejów z 1676 r. (29 czerwca) Radowąż znalazł się we władaniu klasztoru i kościoła Ojców Dominikanów w Dzikowie.
W 1827 r. Radowąż był wsią prywatną; miał 16 domów i 82 mieszkańców. Po 1831 r. Odnotowano ucieczkę mężczyzn do Galicji przed trudami służby wojskowej w armii rosyjskiej; ok. 1840 r. w Radowążu miało być tylko 8 gospodarzy, każdy gospodarujący na 5 morgach, a pańszczyznę odrabiano w miejscowym folwarku.
W 1884 r. wieś i folwark Radowąż miały 20 domów, 117 mieszkańców, 40 mórg ziemi dworskiej i 24 morgi włościańskie.
W 1929 r. wieś Radowąż miała 13 domów i 86 mieszkańców, a folwark 1 dom i 25 mieszkańców, w tym 6 Żydów. Natomiast kolonia Zaródzie miała 13 domów i 89 mieszkańców.